# Elección presidencial de Chile de 1925
La elección presidencial de Chile de 1925 se realizó el 24 de octubre de 1925. Fue la primera elección directa de presidente de la República en la historia del país, según lo estipulado en la Constitución de 1925, promulgada el 18 de septiembre de ese mismo año, la cual ponía fin al régimen parlamentario para dar inicio a un nuevo régimen presidencialista. 
En esta elección, se presentaron dos candidatos: Emiliano Figueroa Larraín, quien agrupaba tras de sí a todas las fuerzas políticas tradicionales, liberales y conservadores unidos, radicales y democráticos, mientras el candidato opositor, José Santos Salas, fue levantado por la Unión Social Republicana de Asalariados de Chile, sumándose varias colectividades de izquierda, como el Partido Comunista, además de organizaciones sindicales. 

## Contexto
El mandato de Arturo Alessandri se terminaba en diciembre de 1925 y había que elegir a un nuevo presidente. Alessandri quería postular a un candidato único consensuado por todos los partidos políticos, para así hacer frente a la posibilidad de que saliera electo un caudillo militar, como lo era Carlos Ibáñez del Campo, quien luego de la intervención militar de 1924, ostentaba mucho poder y era el actual ministro de Guerra. 
Mas, el Partido Radical postuló a la presidencia a Armando Quezada y civiles propusieron la candidatura de Carlos Ibáñez del Campo, quien aceptó. Ante esto, Alessandri se movió para que todos los ministros de su gabinete presentaran su renuncia, pero Ibáñez se resistió al encontrar que esta era una maniobra política para alejarlo del poder. La consecuencia de ello fue la inmediata renuncia de Alessandri, no sin antes haber nombrado a Luis Barros Borgoño como ministro del interior, el cual pasó a ostentar temporalmente el poder del gobierno como vicepresidente de la República.
Ibáñez, presionado por grupos internos del ejército y la marina, llama a  los partidos políticos a elegir a un candidato único para bajar su candidatura. Quezada depuso su candidatura el 3 de octubre y fue elegido, en consenso, Emiliano Figueroa Larraín.

## Candidaturas

### Candidaturas oficiales
- Emiliano Figueroa Larraín: su candidatura surgió como opción de consenso entre una lista de 10 candidatos que el coronel Ibáñez consintió en aceptar para bajar su propia candidatura presidencial, entre políticos tradicionales que consideró favorables a la revolución del 11 de septiembre de 1924. El día 2 de octubre de 1925 los presidentes de los partidos políticos acordaron llegar a una candidatura de consenso frente a Ibáñez. En la madrugada del 5 de octubre Emiliano Figueroa Larraín fue elegido como candidato de consenso.[5][6]
- José Santos Salas fue proclamado el 4 de octubre de 1925.[7] Su postulación fue una candidatura inesperada levantada por la Unión Social Republicana de Asalariados de Chile. Contó con el apoyo de distintos gremios de obreros y empleados, además de ser apoyado por el Partido Comunista.[8] Salas había ganado el clamor popular al ser Ministro de Higiene, Asistencia, Previsión Social y Trabajo en 1925. Por otro lado, formaba parte del círculo íntimo de Ibáñez lo que hacía creer que Ibañez tenía cierta afinidad con su candidatura, tal como lo señala Enrique Brahm[9] y Gonzalo Vial.[10]

### Candidaturas fallidas
- Carlos Ibáñez del Campo, a la sazón hombre fuerte y Ministro de Guerra, proclamado por un grupo de 800 personas civiles el 29 de septiembre de 1925. Renunció a su opción el 5 de octubre de 1925, luego de que se anunciara una candidatura única de consenso que garantizara el proceso de cambios.[11]
- Armando Quezada Acharán, intelectual y embajador en Francia, proclamado por el Partido Radical. Envía su renuncia a favor de un candidato de consenso entre los partidos políticos.
- Vicente Huidobro, poeta, proclamado a su regreso de Francia el 17 de octubre de 1925 por la "Gran Convención de la Juventud Chilena", que incluía a la Federación de Estudiantes de la Universidad de Chile. Tras el asalto a la FECH unos días después, finalmente Huidobro bajó su candidatura en apoyo a Santos.[12]
- Armando Jaramillo Valderrama y Jorge Matte Gormaz, nombres sugeridos por el presidente Arturo Alessandri Palma.

## Campaña y resultados
La campaña duró dos semanas lo que la hizo particularmente corta. Los candidatos hicieron una rápida gira por el sur del país, una visita a Valparaíso y una concentración en Santiago. 
Emiliano Figueroa obtuvo un claro triunfo, pero, para sorpresa de muchos, José Santos Salas consiguió una gran cantidad de votos, especialmente en las zonas del norte. “El 28% obtenido por el candidato popular era un llamado de atención, un acto de protesta, que podía ser el preanuncio de una todavía más radical rebelión del electorado”.
Para los sectores partidistas de Salas, el triunfo de Figueroa fue producto del fraude electoral, el cohecho y la intervención. Esto provocó que muchas personas salieran a la calle a protestar, sintiéndose engañados, produciéndose desórdenes y violencia en la vía pública. Ante esto, el gobierno actuó con firmeza, declarando estado de sitio en las provincias de Santiago, Valparaíso y Aconcagua.
Hay que recalcar, sin embargo, que varios autores como Enrique Brahm y Luis Sandoval, afirman que en las elecciones de 1925 se produjeron menos abusos e intervención electoral en comparación con elecciones anteriores. Una de las razones de esta disminución, fue debido a que los partidos que apoyaron a Figueroa nunca pensaron que Salas tuviera alguna posibilidad de ganar por lo que usar prácticas como el cohecho no fue necesario.
|  | 71,53 % |

|  | 28,47 % |

Otro factor que disminuyó los fraudes electorales y el cohecho fueron las reformas electorales puestas en vigencia en la Constitución de 1925, como la creación del Tribunal Calificador de Elecciones, organismo que realizó el escrutinio definitivo y proclamó el 11 de diciembre de 1925 a Emiliano Figueroa como candidato vencedor, siendo a la vez proclamado por el Congreso Pleno el 13 del mismo mes.